# San Juan Mountains
San Juan Mountains je pohoří v jihozápadní části Colorada, ve Spojených státech amerických.
Jedná se o nejrozlehlejší pohoří ve státě Colorado a největší pohoří v amerických Skalnatých horách. Má rozlohu více než 26 000 km². Deset hor pohoří je vyšších než 14 000 stop (4 267 m)
a osmnáct vrcholů převyšuje 4 000 m. Nejvyšším bodem je Uncompahgre Peak (4 361 m).

## Geografie

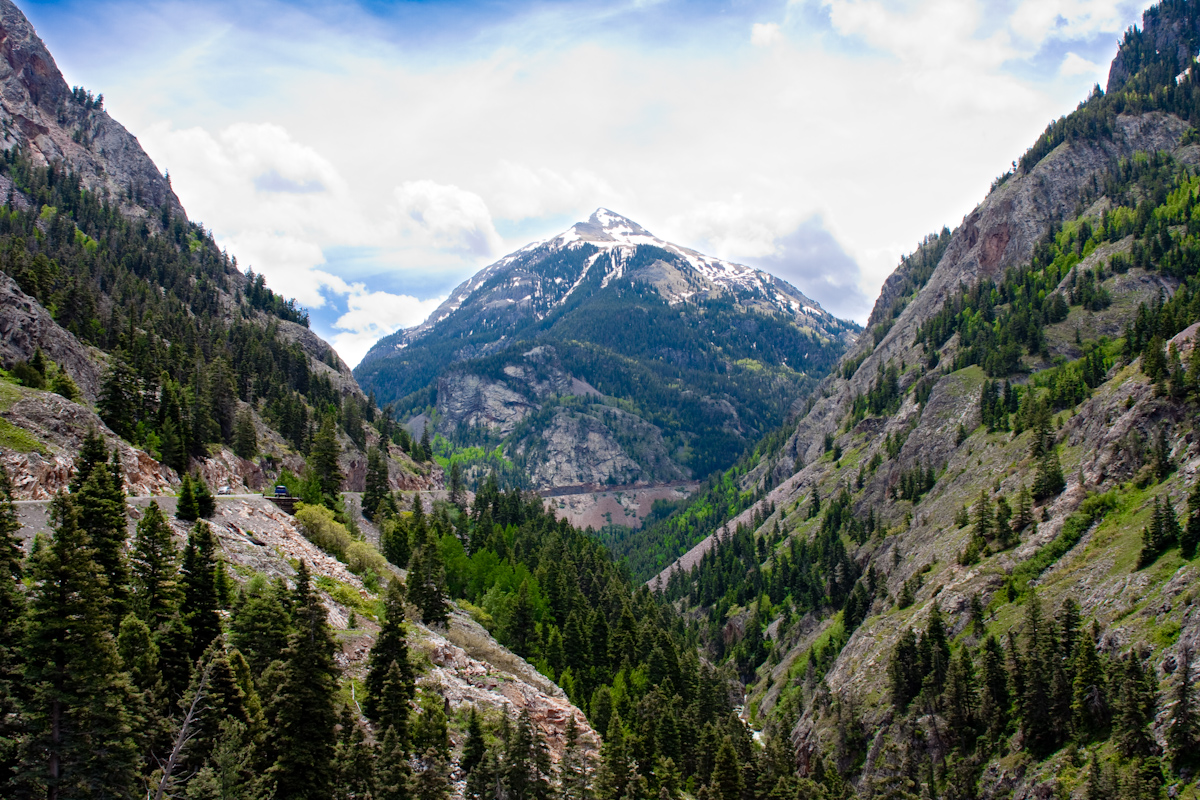
Mt. Abraham ze silnice US 550

Pohoří se rozkládá od severozápadu k jihovýchodu, má délku přibližně 140 km a šířku 110 km.
Leží jižně od řeky Gunnison, západně od údolí San Luis Valley a východně od řeky Dolores. Na severu na San Juan Mountains navazuje pohoří Sawatch Range, na východě se za údolím San Luis rozkládá Sangre de Cristo Mountains.
V San Juans se nachází největší přírodní rezervace v Coloradu Wemuniche Wilderness. V pohoří pramení řada řek, k nejznámějším náleží Rio Grande nebo San Juan. Právě řeka Rio Grande rozděluje San Juan Mountains na dvě části.

## Geologie
San Juan Mountains jsou geologicky odlišné od okolních pohoří. Jedná se o nepravidelné navrstvení láv z období miocénu až pleistocénu. Celkem je známo šest vulkanických fází. Charakteristickým rysem pohoří je velké množství výrazných horských štítů, které dosahují k nadmořské výšce 4 000 m a výše. O San Juan Mountains se říká, že žádné pohoří v Coloradu není tak členité a divoké. Pohoří je také známé svahovými pohyby - sesuvy půdy a kamennými lavinami.

## Členění pohoří

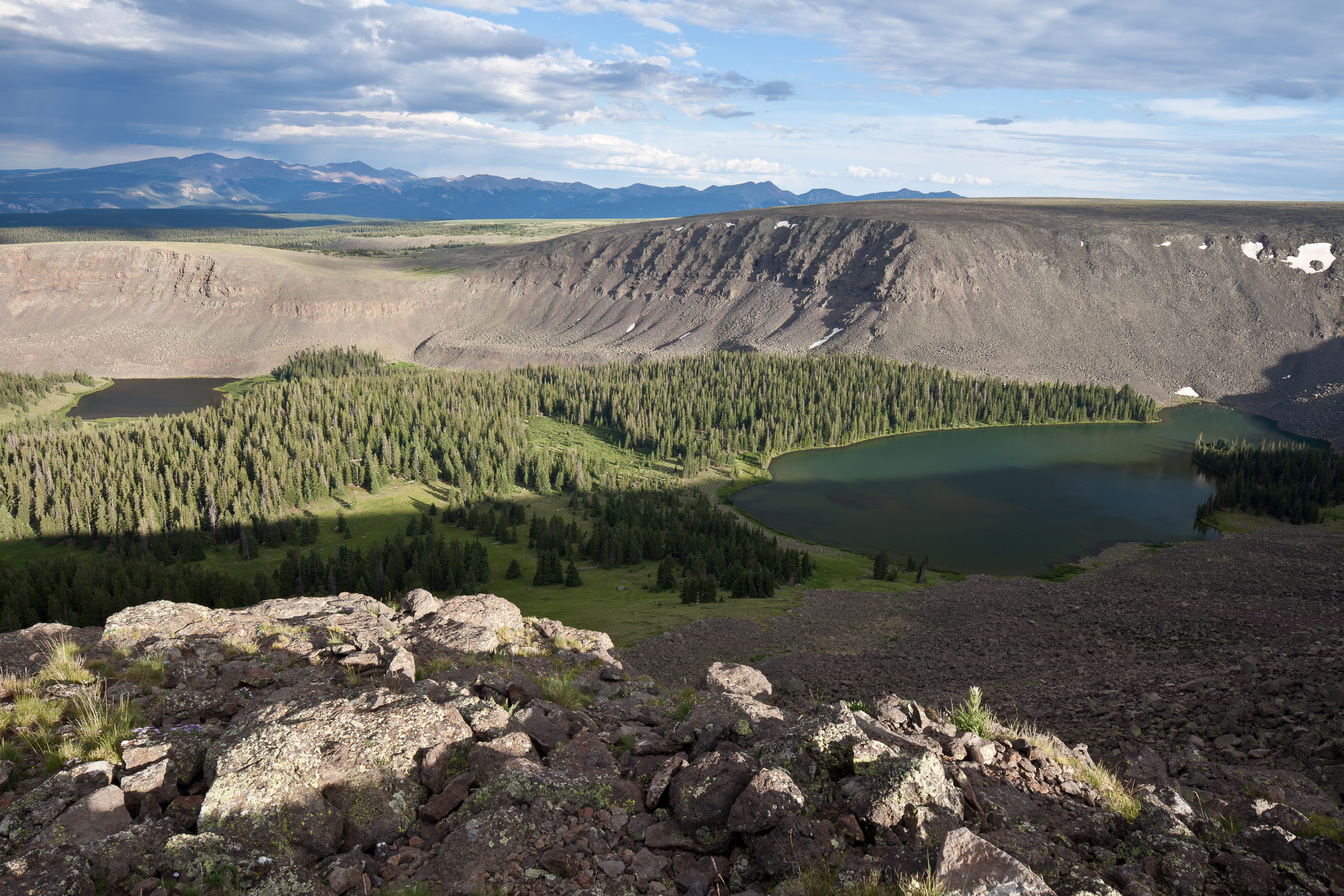
Powderhorn Wilderness

- La Garita Mountains
- La Plata Mountains
- Sneffels Range
- Needle Mountains
- Grenadiers
- Pico Mountains
- West Needle Mountains
- Piedra Mountains[2]